# Samoa Public Library
Die Samoa Public Library oder Nelson Memorial Public Library (Apia Library) ist die öffentliche Bibliothek von Samoa in der Hauptstadt Apia auf der Insel Upolu.
Die Bibliotheksdienste werden in Samoa vom Ministry of Education, Sports and Culture (Ministerium für Bildung, Sport und Kultur) bereitgestellt.

## Geschichte
Die Bibliothek wurde 1956 eingerichtet, bereits  in dem Gebäude, in welchem sie auch heute noch untergebracht ist, in der Beach Road in Apia. Offiziell wurde sie 1960 eröffnet. Die Mittel für den Bau kamen von der Regierung von Samoa, sowie von der Regierung von Neuseeland und der Familie des Patrioten, Führers der Mau-Bewegung und Geschäftsmannes Olaf Frederick Nelson. Die Bibliothek ist daher zu seinen Ehren benannt.
Die Bibliothek hat eine Zweigstelle auf Savaiʻi, die Savaiʻi Public Library in Salelologa.